# Хосе Наранхо
Хосе Альберто Наранхо Рівера (ісп. José Alberto Naranjo Rivera; 16 березня 1926, Сапопан — 13 грудня 2012, Гвадалахара) — мексиканський футболіст, що грав на позиції нападника за клуб «Оро», а також національну збірну Мексики.

## Клубна кар'єра
У футболі дебютував 1944 року виступами за команду «Оро», кольори якої і захищав протягом усієї своєї кар'єри гравця, що тривала цілих сімнадцять років.

## Виступи за збірну
1949 року дебютував в офіційних матчах у складі національної збірної Мексики. Протягом кар'єри у національній команді провів у її формі 14 матчів, забивши 3 голи.
У складі збірної був учасником:
чемпіонату світу 1950 року у Бразилії, де зіграв з Югославією (1-4) і Швейцарією (1-2);
чемпіонату світу 1954 року у Швейцарії, де зіграв з Бразилією (0-5) і Францією (2-3).
Помер 13 грудня 2012 року на 87-му році життя у місті Гвадалахарі.

## Титули і досягнення
- Переможець Чемпіонату НАФК: 1949